# Championship League 2023
Championship League 2023 var en inbjudningsturnering i snooker som spelades i omgångar under perioden 19 december 2022 – 2 mars 2023 i Morningside Arena i Leicester, England, Storbritannien. Finalgruppen spelades 1 och 2 mars 2023.
John Higgins var regerande mästare och han försvarade sin titel från föregående år genom att besegra Judd Trump med 3–1 i finalen. Detta var Higgins fjärde seger i turneringen.

## Prissummor
Förutom priser till de främsta placeringarna delades det ut pris för varje vunnet frame samt till högsta break. Alla priser i brittiska pund, GBP.
| Placering | Grupp 1–7 | Finalgruppen |
| --------- | --------- | ------------ |
| Vinnare   | 3 000     | 10 000       |
| Tvåa      | 2 000     | 5 000        |
| Semifinal | 1 000     | 3 000        |

| Övriga priser            | Grupp 1–7 | Finalgruppen |
| ------------------------ | --------- | ------------ |
| Framevinst i gruppspelet | 100       | 200          |
| Framevinst i slutspelet  | 300       | 300          |
| Högsta break             | 500       | 1 000        |

Totalt i turneringen: 184 200

## Format
Alla matcher i såväl gruppspel som slutspel avgjordes i bäst av 5 frames.
|  | Vidare till gruppslutspel där segraren gick till Finalgruppen och övriga till nästa gruppspel |
|  | Vidare till nästa gruppspel                                                                   |

## Grupp 1
Grupp 1 spelades 19 och 20 december 2022. Jack Lisowski var den första spelaren att kvalificera sig för Finalgruppen.

### Matcher
| Jack Lisowski | 3 – 1 | Jimmy Robertson |
| Ryan Day      | 3 – 2 | Jordan Brown    |
| Jack Lisowski | 3 – 1 | Ali Carter      |
| Matthew Selt  | 3 – 2 | Stuart Bingham  |
| Ryan Day      | 3 – 1 | Jimmy Robertson |
| Matthew Selt  | 3 – 0 | Ali Carter      |
| Ryan Day      | 3 – 1 | Jack Lisowski   |
| Jordan Brown  | 3 – 1 | Stuart Bingham  |
| Ryan Day      | 3 – 2 | Ali Carter      |
| Jordan Brown  | 3 – 2 | Jimmy Robertson |
| Ali Carter    | 3 – 0 | Stuart Bingham  |

| Jack Lisowski   | 3 – 0 | Matthew Selt    |
| Matthew Selt    | 3 – 1 | Jordan Brown    |
| Stuart Bingham  | 3 – 2 | Jimmy Robertson |
| Jordan Brown    | 3 – 2 | Ali Carter      |
| Stuart Bingham  | 3 – 1 | Ryan Day        |
| Ali Carter      | 3 – 1 | Jimmy Robertson |
| Ryan Day        | 3 – 2 | Matthew Selt    |
| Stuart Bingham  | 3 – 1 | Jack Lisowski   |
| Jimmy Robertson | 3 – 1 | Matthew Selt    |
| Jordan Brown    | 3 – 1 | Jack Lisowski   |

### Slutställning
| Plac | Spelare         | S | V | F | SF | VF | FF | Sk | P |
| ---- | --------------- | - | - | - | -- | -- | -- | -- | - |
| 1    | Ryan Day        | 6 | 5 | 1 | 27 | 16 | 11 | 5  | 5 |
| 2    | Jordan Brown    | 6 | 4 | 2 | 27 | 15 | 12 | 3  | 4 |
| 3    | Jack Lisowski   | 6 | 3 | 3 | 23 | 12 | 11 | 1  | 3 |
| 4    | Matthew Selt    | 6 | 3 | 3 | 24 | 12 | 12 | 0  | 3 |
| 5    | Stuart Bingham  | 6 | 3 | 3 | 25 | 12 | 13 | -1 | 3 |
| 6    | Ali Carter      | 6 | 2 | 4 | 24 | 11 | 13 | -2 | 2 |
| 7    | Jimmy Robertson | 6 | 1 | 5 | 26 | 10 | 16 | -6 | 1 |

### Slutspel
|  | Semifinaler   | Semifinaler   |   |              | Final | Final |  |  |  |  |
|  |               |               |   |              |       |       |  |  |  |  |
|  | Ryan Day      | 2             |   |              |       |       |  |  |  |  |
|  | Matthew Selt  | 3             |   |              |       |       |  |  |  |  |
|  | Matthew Selt  | 3             |   | Matthew Selt | 1     |       |  |  |  |  |
|  |               |               |   | Matthew Selt | 1     |       |  |  |  |  |
|  |               | Jack Lisowski | 3 |              |       |       |  |  |  |  |
|  | Jordan Brown  | Jack Lisowski | 3 | 2            |       |       |  |  |  |  |
|  | Jordan Brown  |               |   | 2            |       |       |  |  |  |  |
|  | Jack Lisowski | 3             |   |              |       |       |  |  |  |  |

## Grupp 2
Grupp 2 spelades 21 och 22 december 2022. Stuart Bingham var den andra spelaren att kvalificera sig för Finalgruppen.

### Matcher
| Ryan Day       | 3 – 1 | Barry Hawkins  |
| Jamie Jones    | 3 – 1 | Stuart Bingham |
| Jordan Brown   | 3 – 0 | Barry Hawkins  |
| Robert Milkins | 3 – 2 | Matthew Selt   |
| Ryan Day       | 3 – 0 | Jamie Jones    |
| Matthew Selt   | 3 – 0 | Jordan Brown   |
| Barry Hawkins  | 3 – 0 | Jamie Jones    |
| Robert Milkins | 3 – 1 | Stuart Bingham |
| Jordan Brown   | 3 – 0 | Jamie Jones    |
| Stuart Bingham | 3 – 2 | Ryan Day       |
| Jordan Brown   | 3 – 1 | Robert Milkins |

| Matthew Selt   | 3 – 1 | Barry Hawkins  |
| Matthew Selt   | 3 – 0 | Stuart Bingham |
| Robert Milkins | 3 – 2 | Ryan Day       |
| Stuart Bingham | 3 – 1 | Jordan Brown   |
| Robert Milkins | 3 – 2 | Barry Hawkins  |
| Jordan Brown   | 3 – 1 | Ryan Day       |
| Jamie Jones    | 3 – 2 | Matthew Selt   |
| Jamie Jones    | 3 – 2 | Robert Milkins |
| Stuart Bingham | 3 – 1 | Barry Hawkins  |
| Matthew Selt   | 3 – 0 | Ryan Day       |

### Slutställning
| Plac | Spelare        | S | V | F | SF | VF | FF | Sk | P |
| ---- | -------------- | - | - | - | -- | -- | -- | -- | - |
| 1    | Matthew Selt   | 6 | 4 | 2 | 23 | 16 | 7  | 9  | 4 |
| 2    | Robert Milkins | 6 | 4 | 2 | 28 | 15 | 13 | 2  | 4 |
| 3    | Jordan Brown   | 6 | 4 | 2 | 21 | 13 | 8  | 5  | 4 |
| 4    | Stuart Bingham | 6 | 3 | 3 | 24 | 11 | 13 | -2 | 3 |
| 5    | Jamie Jones    | 6 | 3 | 3 | 23 | 9  | 14 | -5 | 3 |
| 6    | Ryan Day       | 6 | 2 | 4 | 24 | 11 | 13 | -2 | 2 |
| 7    | Barry Hawkins  | 6 | 1 | 5 | 23 | 8  | 15 | -7 | 1 |

### Slutspel
|  | Semifinaler    | Semifinaler    |   |                | Final | Final |  |  |  |  |
|  |                |                |   |                |       |       |  |  |  |  |
|  | Matthew Selt   | 2              |   |                |       |       |  |  |  |  |
|  | Stuart Bingham | 3              |   |                |       |       |  |  |  |  |
|  | Stuart Bingham | 3              |   | Stuart Bingham | 3     |       |  |  |  |  |
|  |                |                |   | Stuart Bingham | 3     |       |  |  |  |  |
|  |                | Robert Milkins | 1 |                |       |       |  |  |  |  |
|  | Robert Milkins | Robert Milkins | 1 | 3              |       |       |  |  |  |  |
|  | Robert Milkins |                |   | 3              |       |       |  |  |  |  |
|  | Jordan Brown   | 2              |   |                |       |       |  |  |  |  |

## Grupp 3
Grupp 3 spelades 3 och 4 januari 2023. Kyren Wilson var den tredje spelaren att kvalificera sig för Finalgruppen.

### Matcher
| Matthew Selt   | 3 – 2 | Mark Selby     |
| Ricky Walden   | 3 – 1 | Jamie Jones    |
| Mark Selby     | 3 – 1 | Jordan Brown   |
| Kyren Wilson   | 3 – 1 | Robert Milkins |
| Ricky Walden   | 3 – 1 | Matthew Selt   |
| Robert Milkins | 3 – 1 | Jordan Brown   |
| Mark Selby     | 3 – 1 | Ricky Walden   |
| Kyren Wilson   | 3 – 1 | Jamie Jones    |
| Ricky Walden   | 3 – 2 | Jordan Brown   |
| Matthew Selt   | 3 – 2 | Jamie Jones    |
| Jordan Brown   | 3 – 2 | Kyren Wilson   |

| Mark Selby     | 3 – 2 | Robert Milkins |
| Kyren Wilson   | 3 – 1 | Matthew Selt   |
| Robert Milkins | 3 – 0 | Jamie Jones    |
| Ricky Walden   | 3 – 0 | Kyren Wilson   |
| Jamie Jones    | 3 – 1 | Jordan Brown   |
| Ricky Walden   | 3 – 1 | Robert Milkins |
| Jordan Brown   | 3 – 0 | Matthew Selt   |
| Kyren Wilson   | 3 – 2 | Mark Selby     |
| Jamie Jones    | 3 – 1 | Mark Selby     |
| Matthew Selt   | 3 – 1 | Robert Milkins |

### Slutställning
| Plac | Spelare        | S | V | F | SF | VF | FF | Sk | P |
| ---- | -------------- | - | - | - | -- | -- | -- | -- | - |
| 1    | Ricky Walden   | 6 | 5 | 1 | 24 | 16 | 8  | 8  | 4 |
| 2    | Kyren Wilson   | 6 | 4 | 2 | 25 | 14 | 11 | 3  | 4 |
| 3    | Mark Selby     | 6 | 3 | 3 | 27 | 14 | 13 | 1  | 4 |
| 4    | Matthew Selt   | 6 | 3 | 3 | 25 | 11 | 14 | -3 | 3 |
| 5    | Robert Milkins | 6 | 2 | 4 | 24 | 11 | 13 | -2 | 3 |
| 6    | Jordan Brown   | 6 | 2 | 4 | 25 | 11 | 14 | -3 | 2 |
| 7    | Jamie Jones    | 6 | 2 | 4 | 24 | 10 | 14 | -4 | 1 |

### Slutspel
|  | Semifinaler  | Semifinaler  |   |              | Final | Final |  |  |  |  |
|  |              |              |   |              |       |       |  |  |  |  |
|  | Ricky Walden | 2            |   |              |       |       |  |  |  |  |
|  | Matthew Selt | 3            |   |              |       |       |  |  |  |  |
|  | Matthew Selt | 3            |   | Matthew Selt | 2     |       |  |  |  |  |
|  |              |              |   | Matthew Selt | 2     |       |  |  |  |  |
|  |              | Kyren Wilson | 3 |              |       |       |  |  |  |  |
|  | Kyren Wilson | Kyren Wilson | 3 | 3            |       |       |  |  |  |  |
|  | Kyren Wilson |              |   | 3            |       |       |  |  |  |  |
|  | Mark Selby   | 2            |   |              |       |       |  |  |  |  |

## Grupp 4
Grupp 4 spelades 5 och 6 januari 2023. Judd Trump var den fjärde spelaren att kvalificera sig för Finalgruppen.

### Matcher
| Judd Trump     | 3 – 0 | Ricky Walden   |
| Robert Milkins | 3 – 2 | Gary Wilson    |
| Judd Trump     | 3 – 0 | Mark Selby     |
| John Higgins   | 3 – 1 | Matthew Selt   |
| Gary Wilson    | 3 – 2 | Ricky Walden   |
| Mark Selby     | 3 – 0 | Matthew Selt   |
| Judd Trump     | 3 – 1 | Gary Wilson    |
| John Higgins   | 3 – 2 | Robert Milkins |
| Mark Selby     | 3 – 1 | Gary Wilson    |
| Robert Milkins | 3 – 2 | Ricky Walden   |
| John Higgins   | 3 – 1 | Mark Selby     |

| Matthew Selt   | 3 – 1 | Judd Trump     |
| Ricky Walden   | 3 – 1 | John Higgins   |
| Matthew Selt   | 3 – 0 | Robert Milkins |
| John Higgins   | 3 – 0 | Gary Wilson    |
| Robert Milkins | 3 – 1 | Mark Selby     |
| Matthew Selt   | 3 – 2 | Gary Wilson    |
| Mark Selby     | 3 – 1 | Ricky Walden   |
| John Higgins   | 3 – 2 | Judd Trump     |
| Judd Trump     | 3 – 0 | Robert Milkins |
| Ricky Walden   | 3 – 0 | Matthew Selt   |

### Slutställning
| Plac | Spelare        | S | V | F | SF | VF | FF | Sk | P |
| ---- | -------------- | - | - | - | -- | -- | -- | -- | - |
| 1    | John Higgins   | 6 | 5 | 1 | 25 | 16 | 9  | 7  | 4 |
| 2    | Judd Trump     | 6 | 4 | 2 | 22 | 15 | 7  | 8  | 4 |
| 3    | Mark Selby     | 6 | 3 | 3 | 22 | 11 | 11 | 0  | 4 |
| 4    | Robert Milkins | 6 | 3 | 3 | 25 | 11 | 14 | -3 | 3 |
| 5    | Matthew Selt   | 6 | 3 | 3 | 22 | 10 | 12 | -2 | 3 |
| 6    | Ricky Walden   | 6 | 2 | 4 | 24 | 11 | 13 | -2 | 2 |
| 7    | Gary Wilson    | 6 | 1 | 5 | 26 | 9  | 17 | -8 | 1 |

### Slutspel
|  | Semifinaler    | Semifinaler |   |              | Final | Final |  |  |  |  |
|  |                |             |   |              |       |       |  |  |  |  |
|  | John Higgins   | 3           |   |              |       |       |  |  |  |  |
|  | Robert Milkins | 1           |   |              |       |       |  |  |  |  |
|  | Robert Milkins | 1           |   | John Higgins | 1     |       |  |  |  |  |
|  |                |             |   | John Higgins | 1     |       |  |  |  |  |
|  |                | Judd Trump  | 3 |              |       |       |  |  |  |  |
|  | Judd Trump     | Judd Trump  | 3 | 3            |       |       |  |  |  |  |
|  | Judd Trump     |             |   | 3            |       |       |  |  |  |  |
|  | Mark Selby     | 2           |   |              |       |       |  |  |  |  |

## Grupp 5
Grupp 5 spelades 7 och 8 februari 2023. John Higgins var den femte spelaren att kvalificera sig för Finalgruppen.

### Matcher
| Neil Robertson | 3 – 0 | Robert Milkins   |
| Matthew Selt   | 3 – 0 | David Gilbert    |
| Xiao Guodong   | 3 – 1 | Neil Robertson   |
| John Higgins   | 3 – 2 | Noppon Saengkham |
| Robert Milkins | 3 – 2 | David Gilbert    |
| Xiao Guodong   | 3 – 1 | John Higgins     |
| Neil Robertson | 3 – 0 | David Gilbert    |
| Matthew Selt   | 3 – 1 | Noppon Saengkham |
| David Gilbert  | 3 – 2 | Xiao Guodong     |
| Matthew Selt   | 3 – 0 | Robert Milkins   |
| Xiao Guodong   | 3 – 2 | Noppon Saengkham |

| Neil Robertson   | 3 – 2 | John Higgins     |
| Robert Milkins   | 3 – 0 | Noppon Saengkham |
| John Higgins     | 3 – 1 | Matthew Selt     |
| Noppon Saengkham | 3 – 1 | David Gilbert    |
| Xiao Guodong     | 3 – 0 | Matthew Selt     |
| David Gilbert    | 3 – 1 | John Higgins     |
| Robert Milkins   | 3 – 1 | Xiao Guodong     |
| Noppon Saengkham | 3 – 1 | Neil Robertson   |
| Matthew Selt     | 3 – 2 | Neil Robertson   |
| John Higgins     | 3 – 2 | Robert Milkins   |

### Slutställning
| Plac | Spelare          | S | V | F | SF | VF | FF | Sk | P |
| ---- | ---------------- | - | - | - | -- | -- | -- | -- | - |
| 1    | Xiao Guodong     | 6 | 4 | 2 | 25 | 15 | 10 | 5  | 5 |
| 2    | Matthew Selt     | 6 | 4 | 2 | 22 | 13 | 9  | 4  | 4 |
| 3    | Neil Robertson   | 6 | 3 | 3 | 24 | 13 | 11 | 2  | 3 |
| 4    | John Higgins     | 6 | 3 | 3 | 27 | 13 | 14 | -1 | 3 |
| 5    | Robert Milkins   | 6 | 3 | 3 | 23 | 11 | 12 | -1 | 3 |
| 6    | Noppon Saengkham | 6 | 2 | 4 | 25 | 11 | 14 | -3 | 2 |
| 7    | David Gilbert    | 6 | 2 | 4 | 24 | 9  | 15 | -6 | 1 |

### Slutspel
|  | Semifinaler    | Semifinaler  |   |              | Final | Final |  |  |  |  |
|  |                |              |   |              |       |       |  |  |  |  |
|  | Xiao Guodong   | 0            |   |              |       |       |  |  |  |  |
|  | John Higgins   | 3            |   |              |       |       |  |  |  |  |
|  | John Higgins   | 3            |   | John Higgins | 3     |       |  |  |  |  |
|  |                |              |   | John Higgins | 3     |       |  |  |  |  |
|  |                | Matthew Selt | 1 |              |       |       |  |  |  |  |
|  | Matthew Selt   | Matthew Selt | 1 | 3            |       |       |  |  |  |  |
|  | Matthew Selt   |              |   | 3            |       |       |  |  |  |  |
|  | Neil Robertson | 2            |   |              |       |       |  |  |  |  |

## Grupp 6
Grupp 6 spelades 9 och 10 februari 2023. Neil Robertson var den sjätte spelaren att kvalificera sig för Finalgruppen.

### Matcher
| Anthony McGill | 3 – 0 | Neil Robertson |
| Zhou Yuelong   | 3 – 2 | Xiao Guodong   |
| Matthew Selt   | 3 – 0 | Joe Perry      |
| Xiao Guodong   | 3 – 1 | Anthony McGill |
| Zhou Yuelong   | 3 – 2 | Robert Milkins |
| Matthew Selt   | 3 – 1 | Xiao Guodong   |
| Anthony McGill | 3 – 0 | Zhou Yuelong   |
| Joe Perry      | 3 – 2 | Robert Milkins |
| Matthew Selt   | 3 – 2 | Anthony McGill |
| Robert Milkins | 3 – 2 | Neil Robertson |
| Xiao Guodong   | 3 – 0 | Joe Perry      |

| Zhou Yuelong   | 3 – 2 | Neil Robertson |
| Neil Robertson | 3 – 2 | Joe Perry      |
| Matthew Selt   | 3 – 1 | Robert Milkins |
| Zhou Yuelong   | 3 – 2 | Joe Perry      |
| Xiao Guodong   | 3 – 2 | Robert Milkins |
| Matthew Selt   | 3 – 0 | Zhou Yuelong   |
| Neil Robertson | 3 – 2 | Xiao Guodong   |
| Joe Perry      | 3 – 1 | Anthony McGill |
| Robert Milkins | 3 – 2 | Anthony McGill |
| Neil Robertson | 3 – 1 | Matthew Selt   |

### Slutställning
| Plac | Spelare        | S | V | F | SF | VF | FF | Sk | P |
| ---- | -------------- | - | - | - | -- | -- | -- | -- | - |
| 1    | Matthew Selt   | 6 | 5 | 1 | 23 | 16 | 7  | 9  | 4 |
| 2    | Zhou Yuelong   | 6 | 4 | 2 | 26 | 12 | 14 | -2 | 4 |
| 3    | Xiao Guodong   | 6 | 3 | 3 | 26 | 14 | 12 | 2  | 4 |
| 4    | Neil Robertson | 6 | 3 | 3 | 27 | 13 | 14 | -1 | 3 |
| 5    | Robert Milkins | 6 | 2 | 4 | 29 | 13 | 16 | -3 | 3 |
| 6    | Anthony McGill | 6 | 2 | 4 | 24 | 12 | 12 | 0  | 2 |
| 7    | Joe Perry      | 6 | 2 | 4 | 25 | 10 | 15 | -5 | 1 |

### Slutspel
|  | Semifinaler    | Semifinaler  |   |                | Final | Final |  |  |  |  |
|  |                |              |   |                |       |       |  |  |  |  |
|  | Matthew Selt   | 2            |   |                |       |       |  |  |  |  |
|  | Neil Robertson | 3            |   |                |       |       |  |  |  |  |
|  | Neil Robertson | 3            |   | Neil Robertson | 3     |       |  |  |  |  |
|  |                |              |   | Neil Robertson | 3     |       |  |  |  |  |
|  |                | Zhou Yuelong | 1 |                |       |       |  |  |  |  |
|  | Zhou Yuelong   | Zhou Yuelong | 1 | 3              |       |       |  |  |  |  |
|  | Zhou Yuelong   |              |   | 3              |       |       |  |  |  |  |
|  | Xiao Guodong   | 2            |   |                |       |       |  |  |  |  |

## Grupp 7
Grupp 7 spelades 27 och 28 februari 2023. Xiao Guodong var den sjunde spelaren att kvalificera sig för Finalgruppen.

### Matcher
| Lyu Haotian     | 3 – 0 | Matthew Selt    |
| Graeme Dott     | 3 – 2 | Stephen Maguire |
| Xiao Guodong    | 3 – 1 | Lyu Haotian     |
| Tom Ford        | 3 – 1 | Zhou Yuelong    |
| Stephen Maguire | 3 – 1 | Matthew Selt    |
| Zhou Yuelong    | 3 – 2 | Xiao Guodong    |
| Stephen Maguire | 3 – 1 | Lyu Haotian     |
| Graeme Dott     | 3 – 2 | Tom Ford        |
| Stephen Maguire | 3 – 1 | Xiao Guodong    |
| Graeme Dott     | 3 – 0 | Matthew Selt    |
| Xiao Guodong    | 3 – 2 | Tom Ford        |

| Lyu Haotian     | 3 – 2 | Zhou Yuelong    |
| Matthew Selt    | 3 – 0 | Tom Ford        |
| Graeme Dott     | 3 – 2 | Zhou Yuelong    |
| Tom Ford        | 3 – 2 | Stephen Maguire |
| Graeme Dott     | 3 – 1 | Xiao Guodong    |
| Stephen Maguire | 3 – 1 | Zhou Yuelong    |
| Xiao Guodong    | 3 – 1 | Matthew Selt    |
| Lyu Haotian     | 3 – 1 | Tom Ford        |
| Lyu Haotian     | 3 – 1 | Graeme Dott     |
| Zhou Yuelong    | 3 – 0 | Matthew Selt    |

### Slutställning
| Plac | Spelare         | S | V | F | SF | VF | FF | Sk  | P |
| ---- | --------------- | - | - | - | -- | -- | -- | --- | - |
| 1    | Graeme Dott     | 6 | 5 | 1 | 26 | 16 | 10 | 6   | 4 |
| 2    | Stephen Maguire | 6 | 4 | 2 | 26 | 16 | 10 | 6   | 4 |
| 3    | Lyu Haotian     | 6 | 4 | 2 | 24 | 14 | 10 | 4   | 4 |
| 4    | Xiao Guodong    | 6 | 3 | 3 | 26 | 13 | 13 | 0   | 3 |
| 5    | Zhou Yuelong    | 6 | 2 | 4 | 26 | 12 | 14 | -2  | 3 |
| 6    | Tom Ford        | 6 | 2 | 4 | 26 | 11 | 15 | -4  | 2 |
| 7    | Matthew Selt    | 6 | 1 | 5 | 20 | 5  | 15 | -10 | 1 |

### Slutspel
|  | Semifinaler     | Semifinaler |   |              | Final | Final |  |  |  |  |
|  |                 |             |   |              |       |       |  |  |  |  |
|  | Graeme Dott     | 1           |   |              |       |       |  |  |  |  |
|  | Xiao Guodong    | 3           |   |              |       |       |  |  |  |  |
|  | Xiao Guodong    | 3           |   | Xiao Guodong | 3     |       |  |  |  |  |
|  |                 |             |   | Xiao Guodong | 3     |       |  |  |  |  |
|  |                 | Lyu Haotian | 2 |              |       |       |  |  |  |  |
|  | Stephen Maguire | Lyu Haotian | 2 | 0            |       |       |  |  |  |  |
|  | Stephen Maguire |             |   | 0            |       |       |  |  |  |  |
|  | Lyu Haotian     | 3           |   |              |       |       |  |  |  |  |

## Finalgruppen
Finalgruppen spelades 1 och 2 mars 2023. John Higgins vann Champions League för fjärde gången efter att ha besegrat Judd Trump med 3–1 i finalen.

### Matcher
| Stuart Bingham | 3 – 2 | Neil Robertson |
| Kyren Wilson   | 3 – 0 | John Higgins   |
| Neil Robertson | 3 – 1 | Jack Lisowski  |
| Judd Trump     | 3 – 1 | Xiao Guodong   |
| John Higgins   | 3 – 2 | Stuart Bingham |
| Jack Lisowski  | 3 – 1 | Xiao Guodong   |
| Neil Robertson | 3 – 2 | John Higgins   |
| Judd Trump     | 3 – 1 | Kyren Wilson   |
| John Higgins   | 3 – 1 | Jack Lisowski  |
| Kyren Wilson   | 3 – 1 | Stuart Bingham |
| Judd Trump     | 3 – 1 | Jack Lisowski  |

| Xiao Guodong   | 3 – 0 | Neil Robertson |
| Judd Trump     | 3 – 1 | Stuart Bingham |
| Kyren Wilson   | 3 – 1 | Xiao Guodong   |
| John Higgins   | 3 – 2 | Judd Trump     |
| Kyren Wilson   | 3 – 2 | Jack Lisowski  |
| John Higgins   | 3 – 1 | Xiao Guodong   |
| Jack Lisowski  | 3 – 1 | Stuart Bingham |
| Judd Trump     | 3 – 0 | Neil Robertson |
| Neil Robertson | 3 – 2 | Kyren Wilson   |
| Stuart Bingham | 3 – 2 | Xiao Guodong   |

### Slutställning
| Plac | Spelare        | S | V | F | SF | VF | FF | Sk | P |
| ---- | -------------- | - | - | - | -- | -- | -- | -- | - |
| 1    | Judd Trump     | 6 | 5 | 1 | 24 | 17 | 7  | 10 | 4 |
| 2    | Kyren Wilson   | 6 | 4 | 2 | 25 | 15 | 10 | 5  | 4 |
| 3    | John Higgins   | 6 | 4 | 2 | 26 | 14 | 12 | 2  | 4 |
| 4    | Neil Robertson | 6 | 3 | 3 | 25 | 11 | 14 | -3 | 3 |
| 5    | Jack Lisowski  | 6 | 2 | 4 | 25 | 11 | 14 | -3 | 3 |
| 6    | Stuart Bingham | 6 | 2 | 4 | 27 | 11 | 16 | -5 | 2 |
| 7    | Xiao Guodong   | 6 | 1 | 5 | 24 | 9  | 15 | -6 | 1 |

### Slutspel
|  | Semifinaler    | Semifinaler  |   |            | Final | Final |  |  |  |  |
|  |                |              |   |            |       |       |  |  |  |  |
|  | Judd Trump     | 3            |   |            |       |       |  |  |  |  |
|  | Neil Robertson | 0            |   |            |       |       |  |  |  |  |
|  | Neil Robertson | 0            |   | Judd Trump | 1     |       |  |  |  |  |
|  |                |              |   | Judd Trump | 1     |       |  |  |  |  |
|  |                | John Higgins | 3 |            |       |       |  |  |  |  |
|  | Kyren Wilson   | John Higgins | 3 | 2          |       |       |  |  |  |  |
|  | Kyren Wilson   |              |   | 2          |       |       |  |  |  |  |
|  | John Higgins   | 3            |   |            |       |       |  |  |  |  |